# 塔西姆·辛
塔西姆·辛（1961年5月26日—）是一名印度导演，涉及领域有电影、MV和商业广告。

## 生平
他生于印度，父亲是一名飞机技师。他先在印度西姆拉上学，后来毕业于加州帕萨迪纳的藝術中心設計學院。
他踏入事业的开端是导演音乐录影带，1991年凭借"Losing My Religion"获得MTV音樂錄影帶大獎。他也为耐克和可口可乐等许多公司拍摄过不少广告片。2000年执导了首部电影《The Cell》。

## 电影作品
- 入侵腦細胞/The Cell (2000)
- 魔幻旅程/The Fall (2006)
- 惊天战神/Immortals (2011)
- 白雪公主之魔镜魔镜/Mirror Mirror (2012)
- 換命法則/Self/less (2015)
- 亲爱的杰茜（英语：Dear Jassi）/Dear Jassi (2023)